# Mimoxenolea ornata
Mimoxenolea ornata är en skalbaggsart som först beskrevs av Stefan von Breuning 1961.  Mimoxenolea ornata ingår i släktet Mimoxenolea och familjen långhorningar. Inga underarter finns listade i Catalogue of Life.